# Звенигородский, Александр Викторович
Александр Викторович Звенигородский (1837, Оренбург — 27 октября 1903, Ахен) — русский коллекционер и меценат. Известен как издатель книги «История и памятники Византийской эмали: Из собрания А. В Звенигородского» (1892 год), ставшей одной из самых дорогих книг в истории русского книгопечатания.

## Биография
Родился в 1837 году в Оренбурге в дворянской семье, воспитывался в частном пансионе в Лифляндии. В 1854 году поступил на службу унтер-офицером в Оренбургский 2-й линейный батальон. В 1860 году прапорщиком поступил на службу в канцелярию Военного министерства, где дослужился до чина надворного советника (1867 год). С марта 1867 на службе при дворе цесаревича Александра Александровича.
В июне 1871 года по причине расстройства здоровья подал прошение о причислении его к Государственной канцелярии. Был назначен помощником статс-секретаря Государственного совета. В 1873 году удостоен чина действительного статского советника. Здоровье Звенигородского ухудшалось и в марте 1883 года он подал прошение об увольнении. Вышел в отставку со знаком отличия за безупречную службу и правом ношения мундира.
Умер 27 октября 1903 года в Ахене от воспаления лёгких.

## Коллекционер

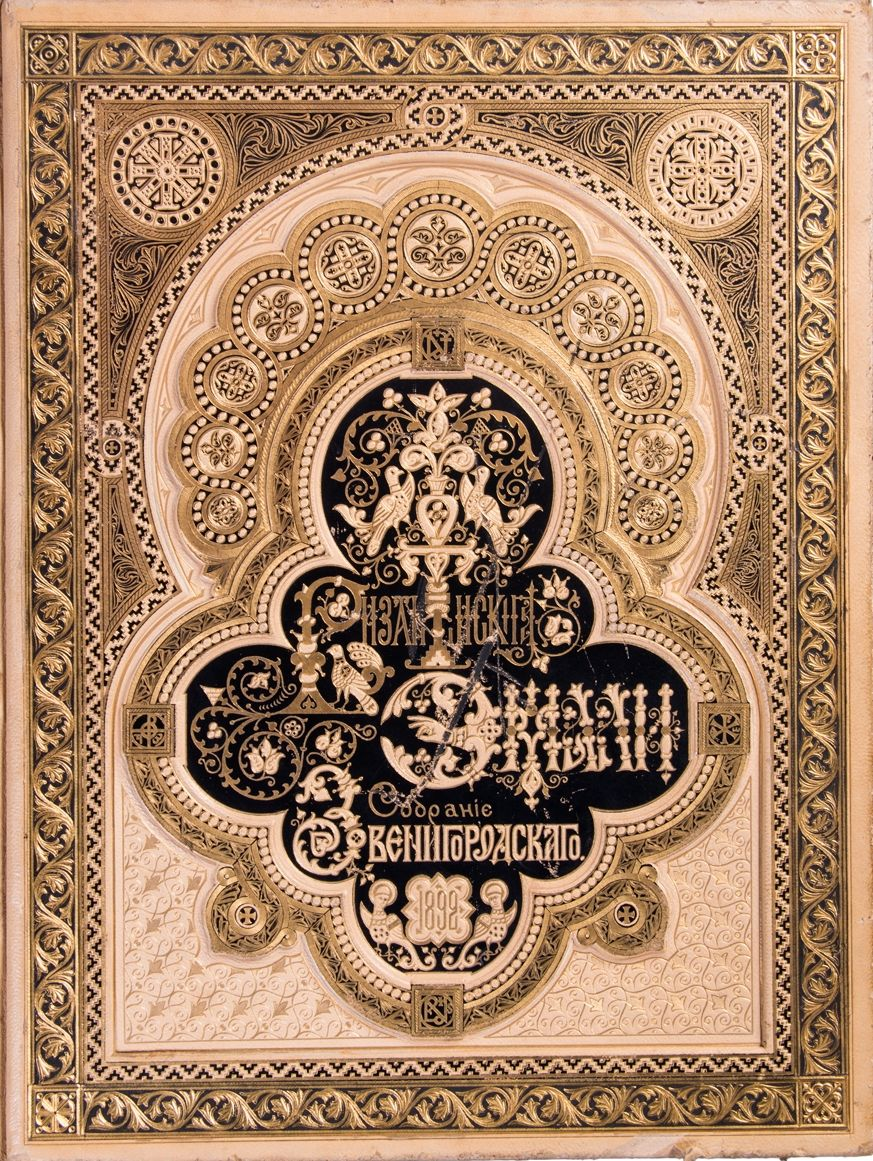
История и памятники Византийской эмали: Из собрания А.В Звенигородского

Начал заниматься коллекционированием находясь в Испании в 1864 году. В 1865 году был избран в действительные члены Императорского русского географического Общества.
К началу 1880-х годов Звенигородский собрал коллекцию рейнских эмалей, майолики, золотых и серебряных предметов, древней терракоты, изделий из слоновой кости. В 1885 году что бы иметь средства на приобретение византийских эмалей эта коллекция была им продана за 135 тысяч рублей музею Центрального училища технического рисования барона Штиглица. Коллекция византийских эмалей Звенигородского сформировалась к уже середине 1880-х годов. В 1884 году, находясь на длительном лечении в Аахене, он выставил её в городском музее и экспозиция «послужила поводом к нескольким солидым и в высшей степени симпатичным оценкам…» После этого он начинает попытки издать её описание:
- Иоганн Шульц «Византийские эмали из собрания А. Звенигородского, выставленные им в городском музее Ахена» (1884 год);
- Иоганн Шульц «Византийская перегородчатая эмаль патера Иоганна Шульца» (1890 год);
- Н. П. Кондаков «История и памятники Византийской эмали: Из собрания А.В Звенигородского» (1892 год).

Последнее издание входит в число самых дорогих книг в истории русского книгопечатания и является «венцом» русского стиля в книгоиздании.

## Награды
- орден Св. Станислава III степени;
- медаль на Андреевской ленте в память о войне 1853-1856 годов;
- орден Св. Владимира III степени (1879 год);
- орден Св. Станислава I степени (1882 год).